# Pallavolo ai XVI Giochi del Mediterraneo - Torneo femminile
Il torneo femminile di pallavolo ai XVI ai Giochi del Mediterraneo si è svolto dal 28 giugno al 4 luglio 2009 a Vasto, in Italia, durante i XVI Giochi del Mediterraneo. Al torneo hanno partecipato 8 squadre nazionali di stati che si affacciano sul Mar Mediterraneo e la vittoria finale è andata per la sesta volta all'Italia.

## Gironi
| Girone A                                    | Girone B                       |
| ------------------------------------------- | ------------------------------ |
| Albania Bosnia ed Erzegovina Grecia Turchia | Algeria Croazia Francia Italia |

## Fase finale

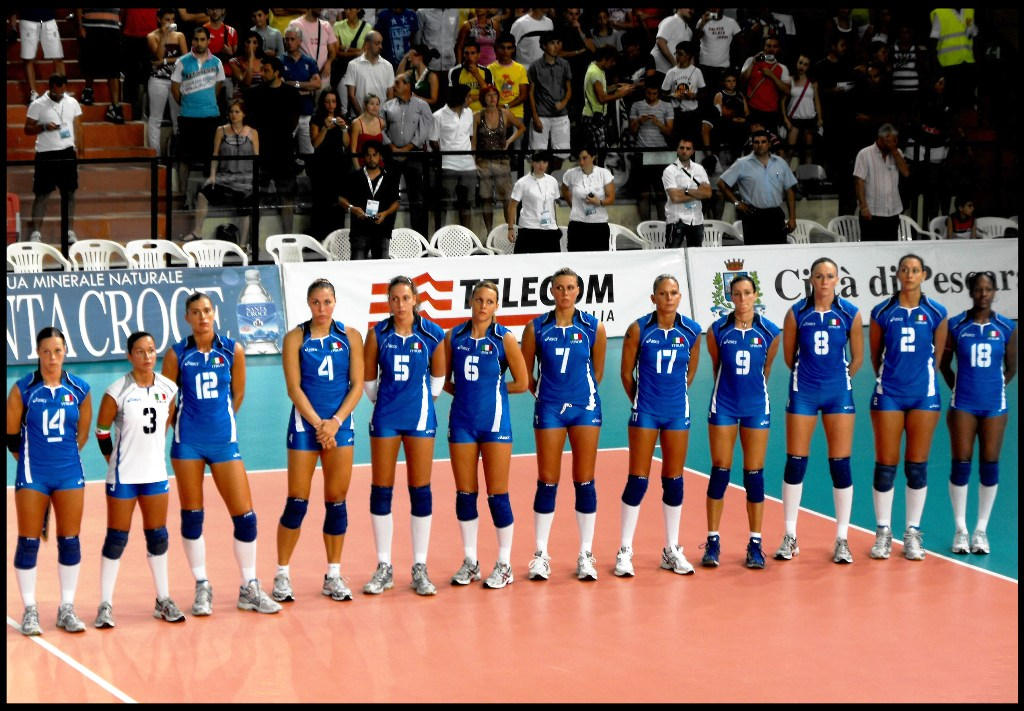

### Finali 1º e 3º posto
|  | Semifinali | Semifinali | Semifinali |        |         | 1º/2º posto | 1º/2º posto | 1º/2º posto |  |
|  |            |            |            |        |         |             |             |             |  |
|  | Turchia    | Turchia    | 3          |        |         |             |             |             |  |
|  | Turchia    | Turchia    | 3          |        |         |             |             |             |  |
|  | Croazia    | Croazia    | 1          |        |         |             |             |             |  |
|  | Croazia    | Croazia    | 1          |        | Turchia | Turchia     | 2           |             |  |
|  |            |            |            |        | Turchia | Turchia     | 2           |             |  |
|  |            |            | Italia     | Italia | 3       |             |             |             |  |
|  | Italia     | Italia     | Italia     | Italia | 3       | 3           |             |             |  |
|  | Italia     | Italia     |            |        |         | 3           |             |             |  |
|  | Grecia     | Grecia     | 1          |        |         | 3º/4º posto | 3º/4º posto | 3º/4º posto |  |
|  | Grecia     | Grecia     | 1          |        |         |             |             |             |  |
|  |            |            |            |        |         |             |             |             |  |
|  |            |            |            |        |         | Croazia     | Croazia     | 3           |  |
|  |            |            |            |        |         | Croazia     | Croazia     | 3           |  |
|  |            |            |            |        |         | Grecia      | Grecia      | 0           |  |

## Classifica finale
| Pos | Squadra              | Rosa |
| --- | -------------------- | --- |
|     | Italia               | Formazione: 2 Rinieri, 3 Croce, 4 Ravetta, 5 Rondon, 6 Marcon, 7 Guiggi, 8 Barazza, 9 Secolo, 12 Piccinini, 14 Lo Bianco, 17 Gioli, 18 Agüero, CT: Barbolini   |
|     | Turchia              | Formazione: 1 Çelik, 2 Güreşen, 3 Yeldan, 5 Denkel, 8 Toksoy, 9 Hakyemez, 10 Kırdar, 11 Aydemir, 12 Gümüş, 16 Soroğlu, 17 Demir, 18 Tokatlıoğlu, CT: Chiappini |
|     | Croazia              | Formazione: 2 Grbac, 3 Balić, 4 Miletić, 5 Delić, 6 Popović, 7 Dujieć, 8 Jerkov, 9 Dugandžić, 10 Gligorović, 12 Ušić, 15 Miloš, 18 Poljak, CT: Aksentijević    |
| 4.  | Grecia               | |
| 5.  | Bosnia ed Erzegovina | |
| 6.  | Francia              | |
| 7.  | Algeria              | |
| 8.  | Albania              | |